# 齐三平
齐三平（1954年—），北京市人。汉族。中共党员。解放军后勤工程学院建筑系建筑专业毕业。
2010年3月前，任西安政治学院院长。
2008年，当选第十一届全国人民代表大会解放军代表。